# Timo Mauer
Timo Mauer (* 26. Mai 1997 in Schweinfurt) ist ein deutscher Fußballspieler. 

## Karriere
Nach seinen Anfängen in der Jugend vom FC Carl Zeiss Jena wechselte er im Sommer 2015 in die Jugendabteilung von RB Leipzig. Nach der Auflösung der 2. Mannschaft der Leipziger wechselte er im Sommer 2017 zum SC Paderborn 07. Nach wenigen Wochen in Paderborn wurde er für den Rest der Saison an seinen Jugendverein nach Jena ausgeliehen. Dort kam er auch zu seinem ersten Einsatz im Profibereich, als er am 5. Spieltag der 3. Liga bei der 0:4-Auswärtsniederlage gegen die Sportfreunde Lotte in der 73. Spielminute für Dominik Bock eingewechselt wurde.  
2018 wechselte er zum Chemnitzer FC in die Regionalliga Nordost. Dort kam er in 26 Pflichtspielen zum Einsatz. In der Sommerpause 2019 verließ Mauer den inzwischen in die 3. Liga aufgestiegenen CFC und wechselte zum ZFC Meuselwitz.
Im Sommer 2021 verließ Mauer den ZFC Meuselwitz und schloss sich der BSG Chemie Leipzig an. Im Sommer 2025 verließ er den Verein.